# (8155) Battaglini
(8155) Battaglini (1988 QA) – planetoida z grupy pasa głównego asteroid okrążająca Słońce w ciągu 4,36 lat w średniej odległości 2,67 au. Odkryta 17 sierpnia 1988 roku.